# Gatchaman Crowds
Gatchaman Crowds (ガッチャマンクラウズ, Gatchaman Kurauzu) és una sèrie d'animació produïda en 2013 per Tatsunoko Production. És el cinquè projecte d'animació japonès produït- basat en la sèrie original de 1972, Science Ninja Team Gatchaman, i és dirigida per Kenji Nakamura. La sèrie es va emetre a NTV entre el 12 de juliol de 2013 i el 27 de setembre de 2013 i va ser retransmesa simultàniament per Crunchyroll. Una segona temporada de la sèrie titulada Gatchaman Crowds Second s'ha anunciat. La primera temporada ha estat llicenciat per Sentai Filmworks i es mostra en The Anime Network